# Temporada de tufões no Pacífico de 2022
A temporada de tufões no Pacífico de 2022 foi a terceira temporada consecutiva a ter atividade ciclone tropical abaixo da média, com vinte e cinco tempestades nomeadas, embora tenha sido mais ativa do que as temporadas anteriores por contagem de tempestades nomeadas. Dez se tornaram tufões e três deles se intensificaram em super tufões. Essa baixa atividade foi causada por um La Niña excepcionalmente forte que persistiu desde 2020. A primeira tempestade nomeada da temporada, Malakas, se desenvolveu em 6 de abril, enquanto a última tempestade nomeada , Pakhar, se dissipou em 12 de dezembro. O primeiro tufão da temporada, Malakas, atingiu o status de tufão em 12 de abril. , embora a maioria dos ciclones tropicais tipicamente se desenvolva entre maio e outubro. As tempestades tropicais Megi e Nalgae foram responsáveis por mais da metade das vítimas, enquanto os tufões Hinnamnor e o Nanmadol causaram US$ 1 bilhão em danos.
O escopo deste artigo é limitado ao Oceano Pacífico ao norte do equador entre 100°E e 180º meridiano. No noroeste do Oceano Pacífico, existem duas agências separadas que atribuem nomes a ciclones tropicais, o que muitas vezes pode resultar em um ciclone com dois nomes. A Agência Meteorológica do Japão (JMA) nomeará um ciclone tropical se for considerado com velocidade de vento sustentada de 10 minutos de pelo menos 65 km/h (40 mph) em qualquer lugar da bacia, enquanto a Administração de Serviços Atmosféricos, Geofísicos e Astronômicos das Filipinas (PAGASA) atribui nomes a ciclones tropicais que se movem ou se formam como uma depressão tropical em sua área de responsabilidade localizada entre 135°E e 115°E e entre 5°N–25°N, independentemente de um ciclone tropical já ter ou não um nome pelo JMA. Depressões tropicais que são monitoradas pelo Joint Typhoon Warning Center dos Estados Unidos (JTWC)  recebem um número com um sufixo "W".

## Previsões sazonais
| Previsões TSR Data     | Tempestades tropicais | Tufões Total       | TC Intensos           | ECA                    | Ref.  |
| ---------------------- | --------------------- | ------------------ | --------------------- | ---------------------- | ----- |
| Média (1965–2021)      | 25,9                  | 16,2               | 8,8                   | 293                    | [ 2 ] |
| 5 de maio de 2022      | 23                    | 13                 | 7                     | 293                    | [ 2 ] |
| 6 de julho de 2022     | 23                    | 13                 | 7                     | 217                    | [ 3 ] |
| 9 de agosto de 2022    | 23                    | 14                 | 6                     | 166                    | [ 4 ] |
| Outras previsões Data  | Previsão Centro       | Período            | Período               | Sistemas               | Ref.  |
| 22 dezembro de 2021    | PAGASA                | janeiro–Março      | janeiro–Março         | 0–3 ciclones tropicais | [ 5 ] |
| 22 de dezembro de 2021 | PAGASA                | abril–Junho        | abril–Junho           | 1–4 ciclones tropicais | [ 5 ] |
| 29 de junho de 2022    | PAGASA                | Julho–Setembro     | Julho–Setembro        | 3–6 tropical cyclones  | [ 6 ] |
| 29 de junho de 2022    | PAGASA                | Outubro–Dezembro   | Outubro–Dezembro      | 5–9 ciclones tropicais | [ 6 ] |
| temporada de 2022      | Centro previsão       | Ciclones tropicais | Tempestades tropicais | Tufões                 | Ref.  |
| Atividade atual:       | JMA                   | 36                 | 25                    | 10                     |       |
| Atividade atual:       | JTWC                  | 29                 | 23                    | 11                     |       |
| Atividade atual:       | PAGASA                | 18                 | 14                    | 6                      |       |

Durante o ano, vários serviços meteorológicos nacionais e agências científicas prevêem quantos ciclones tropicais, tempestades tropicais e tufões se formarão durante uma estação e/ou quantos ciclones tropicais afetarão um determinado país. Essas agências incluíam o Risco de Tempestade Tropical (TSR) Consórcio da University College London, PAGASA e Central Weather Bureau de Taiwan. A primeira previsão foi divulgada pela PAGASA em 22 de dezembro de 2021, em suas perspectivas climáticas sazonais mensais prevendo o primeiro semestre de 2022. Eles previram que apenas 0–3 ciclones tropicais deveriam se formar ou entrar na Área de Responsabilidade das Filipinas entre janeiro e março, enquanto 1–4 ciclones tropicais devem se formar entre abril e junho. A PAGASA também afirmou que as condições atuais de La Niña podem durar até que voltem às condições neutras para ENSO até o segundo trimestre de 2022.
Em 5 de maio, o Tropical Storm Risk (TSR) emitiu a sua primeira previsão para a temporada de 2022, com o La Ninã em andamento ainda previsto até aproximadamente o terceiro trimestre do ano, o TSR previu que a atividade tropical para 2022 estará ligeiramente abaixo da média, prevendo 23 tempestades nomeadas, 13 tufões e 7 tufões intensos. TSR manteve-se constante com as suas previsões na sua segunda previsão em julho. Em 9 de agosto, a TSR emitiu a sua terceira e final previsão para a temporada, com apenas mudanças no aumento dos números de tufões para 14, e baixando a intensidade dos tufões para 6. A previsão do índice ECA foi bastante reduzido para 166, e foi baseado no índice passado de início de agosto e a redução de atividade ciclônica no mês de julho.

## Resumo sazonal

Tempestade tropical Malakas intensificando-se a leste de Yap enquanto a Tempestade Tropical Megi aproxima-se de Visayas e mais tarde para no Golfo de Leyte, trazendo inundações massivas e deslizamento de terras para as Filipinas.

Os dois primeiros meses de 2022 foram relativamente silenciosos no oeste do Oceano Pacífico. Na última semana de Março, uma depressão tropical se formou a oeste de Palawan e se dirigiu para o Vietnã, e recebeu a designação de 01W do Joint Typhoon Warning Center, mas o sistema não durou muito e se dissipou no dia seguinte. No início de abril, os sistemas designados como 02W e 03W foram formados. 02W passou a se tornar tempestade tropical Malakas, que mais tarde se intensificou na primeira tempestade tropical, e mais tarde o primeiro tufão da temporada. Também recebeu o nome Basyang de PAGASA, mas durou apenas 5 horas dentro da área de responsabilidade das Filipinas. 03W recebeu o nome Agaton de PAGASA e primeiro atingiu Guiuan no leste de Visayas antes de eventualmente se mover para o oeste, e mais tarde se intensificando em tempestade tropical Megi. Megi trouxe inundações catastróficas e deslizamentos de terra para o país, uma vez que permaneceu quase estacionário no Golfo de Leyte antes de atingir a costa, o que efetivamente o tornou o ciclone tropical mais mortal já registrado no mês de abril nas Filipinas. Megi mais tarde se dissipou em 13 de abril, quando Malakas se desenvolveu em um tufão equivalente à categoria 4. Malakas então começou a enfraquecer rapidamente enquanto se dirigia para o Nordeste e se tornou extratropical, e a bacia se acalmou pelo resto de abril. Nenhuma tempestade se formou durante todo o mês de maio, com uma pequena depressão tropical se formando a leste de Mindanao formada em 30 de maio e posteriormente dissipada naquele dia.

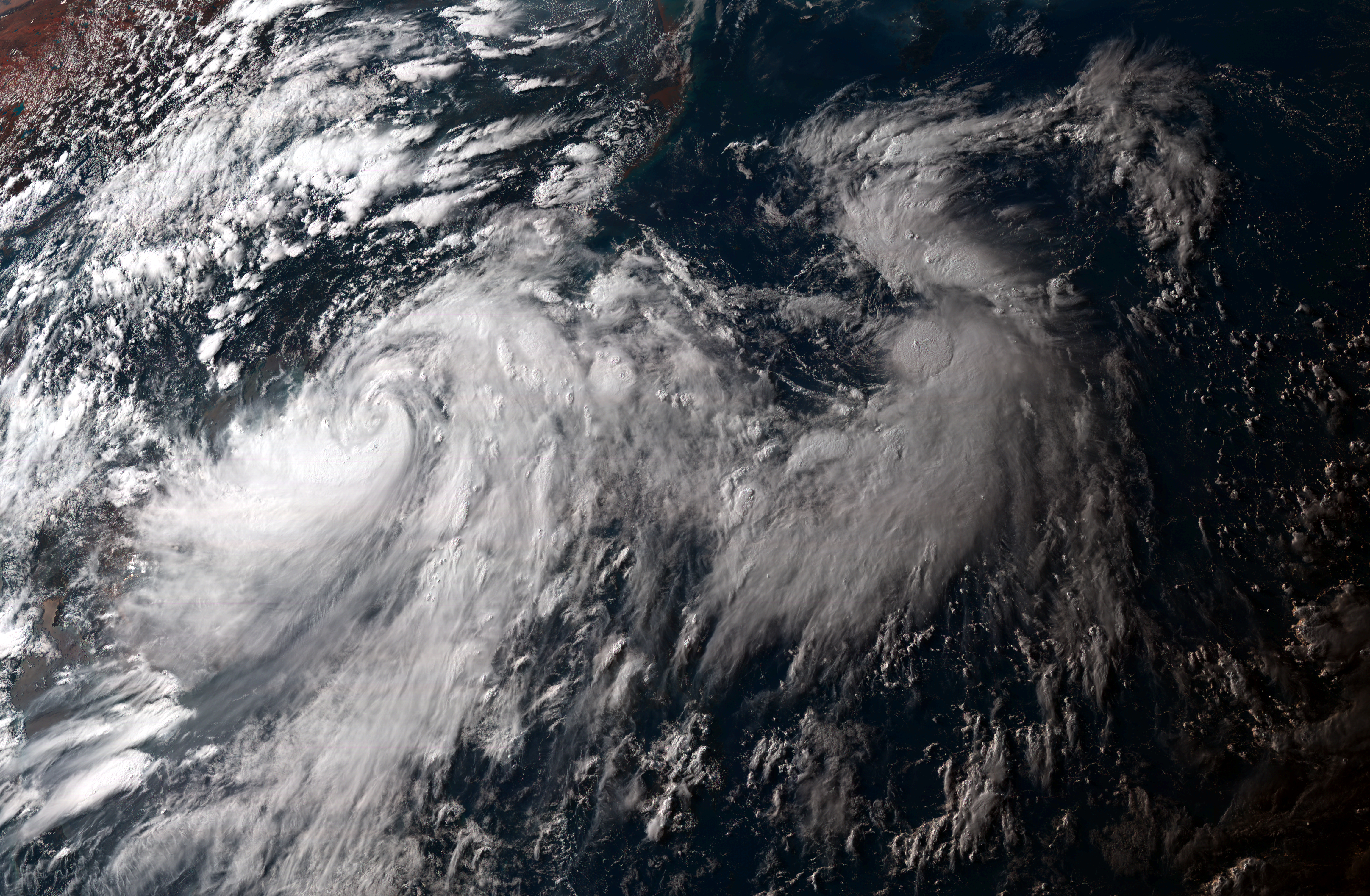
Tempestade tropical Chaba (esquerda) continuando a intensificar no Mar da China Meridional, enquanto a tempestade tropical Aere (Domeng) (direita) está se movendo para norte devagar sobre o mar das Filipinas.

Perto do final de junho, uma depressão tropical se formou a oeste de Luzon, onde recebeu o nome de Caloy pelo PAGASA. Caloy então se intensificou em uma tempestade tropical um dia depois, ganhando o nome Internacional Chaba. Na mesma época, uma nova área de baixa pressão (LPA) a leste do norte de Luzon recebeu um alerta de formação de Ciclone Tropical pela JTWC, e foi nomeado pela PAGASA como Domeng. O sistema eventualmente se fortaleceu em uma tempestade tropical onde a JMA nomeou o sistema. Chaba continuou a se intensificar até atingir o status de Tempestade tropical severa à medida que o ar se movia em direção aos pólos e ameaçava as ilhas Ryukyu Japonesas. Chaba se tornou um tufão de categoria 1 e atingiu Maoming, China, e também afundou um navio guindaste passando nas proximidades de Hong Kong. Are passou por Naha, Japão e enfraqueceu em uma depressão tropical. Depois de cruzar o Japão, Are (Doing) foi atualizado pelo Joint Typhoon Warning Center em uma tempestade subtropical.
Na última semana de julho, Songda formou-se a oeste das Ilhas Marianas, que foi depois unido a Trases (Ester) no mar das Filipinas. Songda seguiu para noroeste passando pelas águas da Perfeitura de Kagoshima em 30 de julho. Songda dissipou-se em 1 de agosto quando seus remanescentes tocaram terra sobre a Coreia do Norte. Songda também trouxe chuvas fortes sobre as regiões de Kyushu e Shikoku do Japão assim com nas Ilhas Jeju na Coreia do Sul. Trases ao contrário passou sobre Okinawa, Trases tocou terra nas Ilhas Jeju antes de enfraquecer em uma depressão tropical até se dissipar em 1 de agosto.
No início de agosto, uma baixa pressão formou-se no sudeste de Taiwan em 1 de agosto. De acordo com a JMA, o distúrbio ganhou força para uma depressão tropical dois dias depois, e a JTWC a designou como Depressão Tropical 08W. 08W dissipou-se em 4 de agosto, quando tocou terra no Condado de Huidong em Guangdong. Em 8 de agosto, a depressão tropical se formou a leste do Vietname. A JMA classificou-a como sistema tempestade tropical e a nomeou de Mulan. A JTWC classificou Mulan como depressão de monsão. Mulan segiu atráves do Mar da China meridional e passou o estreito de Qiongzhou antes de desembarcar no norte de Vietname e se dissipar em 11 de agosto. Em 10 de agosto, outra área de baixa pressão formou-se a noroeste de Iwo Jima. A JMA nomeou o sistema como Meari enquanto chegava ao estado de tempestade tropical. Meari toucou terra perto da Perfeitura de Shizuoka antes de se transformar em um ciclone extra-tropical em 14 de agosto. A tempestade afetou alguns eventos sediados no Japão e causou a suspensão dos transportes no país. Adicionalmente, causou danos menores a residências. Em 14 de agosto, a JMA rastreou uma depressão tropical fraca que se formou a oeste da Linha Internacional de data. A depressão apenas durou até ao dia seguinte. Em 19 de agosto, a JMA rastreou uma baixa pressão a norte de Palau. O sistema foi depois nomeado Ma-on pela JMA enquanto chegava ao estado de tempestade tropical em 22 de agosto. A tempestade intensificou-se mais para tempestade tropical severa no mesmo dia. Ma-on primeiro tocou terra sobre Maconacon na província de Isabela antes de sair da área de respoonsabilidade das Filipinas e 24 de agosto. Ma-on depois fez o seu segundo desembarque sobre Yangjiang, China no dia seguinte e o desembarque final no norte do Vietname que foi registrado em 26 de agosto. Ma-on matou sete pessoas nas Filipinas e Vietname e causou danos moderados às infraestruturas em ambos países. Em 21 de agosto depois da formação de Ma-on, outra depressão tropical formou-se a noroeste de Guam. Devido às condições favoráveis, a depressão rapidamente intensificou-se em tempestade tropical e foi nomeada Tokage pela JMA. Três dias depois, a JTWC atualizou Tokage em tufão, com a JMA seguindo também três horas depois. Tokage chegou à intensidade máxima como categoria 3 antes de entrar em ambiente ameno a leste do Japão. Tokage tornou-se uma tempestade extratropical em 25 de agosto antes do último registro a sul do Alasca. Adicionalmente em 22 de agosto, a depressão tropical formou-se a norte do Tufão Tokage. Mesmo assim, ele dissipou-se no mesmo dia. Chegando ao fim de agosto no dia 28, a depressão tropical formou-se a sudeste do Japão. A depressão foi nomeada Hinnamnor pela JMA 6 horas depois da sua formação. Hinnamnor depois fortaleceu no primeiro tufão equivalente de categoria 5 da bacia. Hinnamnor segiu para oeste rumo às Ilhas Ryuku e abrandou a sul da perfeitura enquanto mantinha a sua intensidade. Em 30 de agosto, outra depressão tropical formou-se a sul do Tufão Hinnamnor em intensificação. A depressão foi nomeada Gardo pela PAGASA. Gardo foi de curta duração e a sua estrutura foi absorvida pelo Tufão Hinnamnor perto de Taiwan. Hinnamnor depois segui norte para o Mar da China Oriental e ganhou intensidade para um tufão equivalente de categoria 3. O tufão tocou terra perto de Busan na Coreia do Sul o a JMA declarou Hinnamnor como uma baixa extra tropical quando estava localizado no Mar do Japão. Hinnamnor causou pelo menos 12 mortos e trouxe danos generalizados atráves da Coreia do Sul e Japão. Além disso, as bandas externas de chuva de Hinnamnor trouxeram chuvas fortes para Taiwane as Filipinas causando danos moderados.

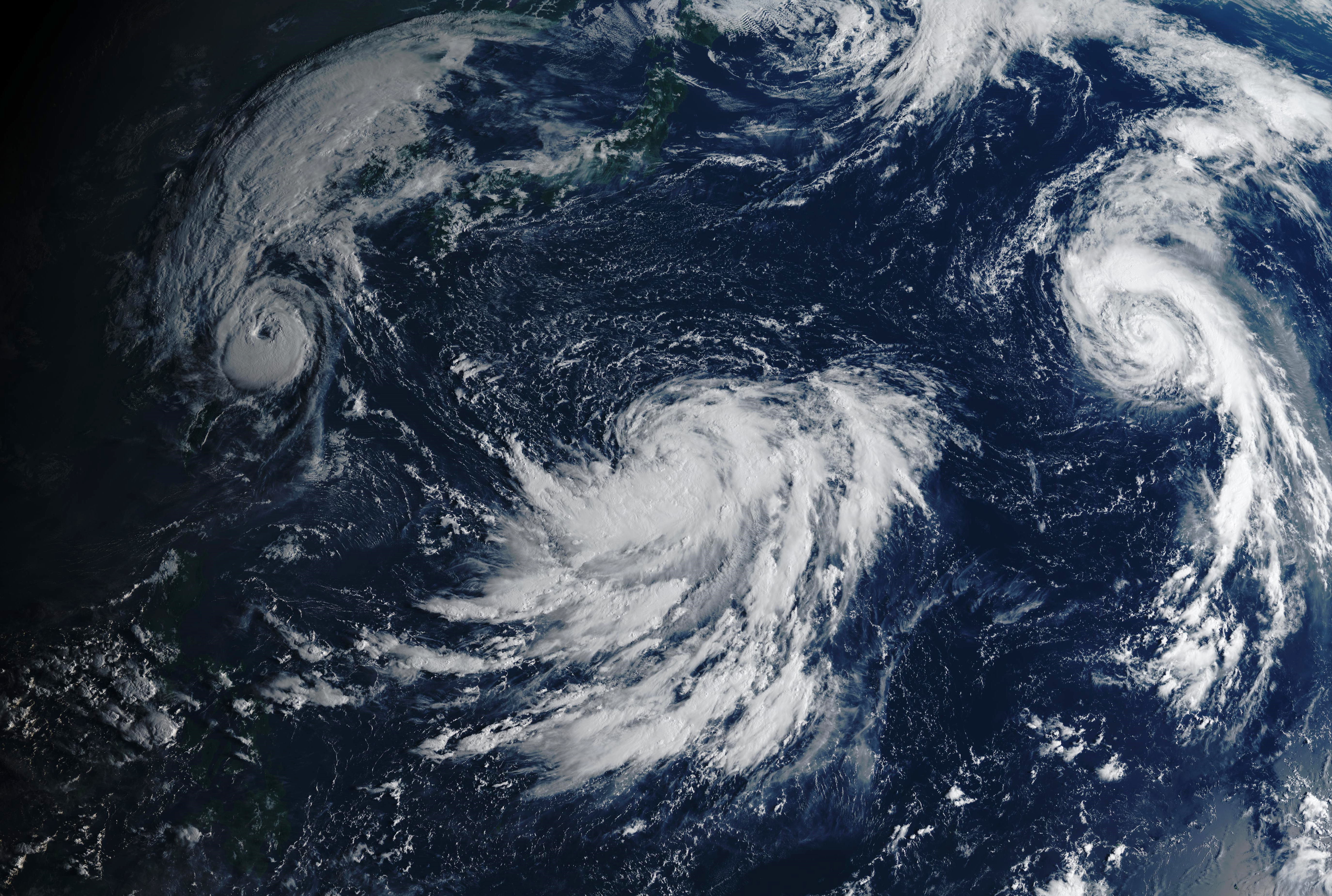
Três ciclones tropicais ativos em 13 de setembro: Tufão Muifa (esquerda), Tempestade Tropical Nanmadol (centro), e Tufão Merbok (direita)

Em 5 de setembro, uma depressão tropical se formou perto da ilha japonesa de Iwo-To. A JTWC designou o sistema como Invest 91W aquando da sua formação. A depressão mais tarde se intensificou em uma tempestade tropical e foi nomeada Muifa pela JMA. Muifa então se intensificou ainda mais em um tufão de categoria 1, pois estava localizado ao sul de Okinawa. O tufão atingiu seu pico de intensidade como um tufão de categoria 3 e passou pelas ilhas Yaeyama em 12 de setembro, enquanto se dirigia para o norte muito lentamente, embora enfraquecendo. Mufia então recuperou ligeiramente sua força no mar da China Oriental e atingiu a costa perto de Xangai, na China, dois dias depois. O tufão suspendeu vários voos e atividades portuárias dentro da cidade. Mufia também se tornou o tufão mais forte a atingir Xangai, batendo o recorde anterior estabelecido pelo tufão Gloria em 1949. Mufia então degenerou em um remanescente baixo sobre o continente chinês até que foi observado pela última vez em 16 de setembro. Em 9 de setembro, uma depressão tropical se formou a oeste da ilha Wake. O JTWC mais tarde designou a depressão como 15W. Foi então nomeado Merbok, uma vez que se fortaleceu em uma tempestade tropical em 12 de setembro. Merbok então se intensificou ainda mais em um tufão de categoria 1 antes de seguir para o norte e fazer a transição para um ciclone extratropical em 15 de setembro. Os remanescentes de Merbok mais tarde trouxeram ventos fortes ao longo do Alasca. Em seguida, entrou no Mar de Bering, gerando uma tempestade perigosa que inundou várias aldeias e cidades costeiras. Apesar do impacto, não foram notificados feridos. Em 11 de setembro, a JMA começou a rastrear uma fraca depressão tropical que se formou a leste de Iwo-To. O JTWC seguiu o exemplo e designou o sistema como 16W no dia seguinte. A depressão mais tarde se fortaleceu em uma tempestade tropical e foi nomeada Nanmadol pela JMA. Nanmadol então se intensificou em um tufão de categoria 1 no mesmo dia. Atingiu ainda o seu pico de intensidade como tufão de categoria 4 à medida que se aproximava do Japão. O tufão que se aproximava levou a JMA a emitir um aviso especial que aconselhou pelo menos 4 milhões de pessoas a evacuarem. Nanmadol então fez landfall na Ilha de Kyushu. O tufão então virou para o leste antes de enfraquecer ainda mais em 19 de setembro. Nanmadol matou pelo menos 2 pessoas e deixou mais de 70 feridas. Além disso, o tufão deixou mais de 200 000 pessoas sem eletricidade.
Depois de Nanmadol, a monção a leste das Filipinas instalou-se, e um distúrbio tropical nela embutido foi atualizado pela Agência Meteorológica do Japão para uma depressão tropical. No dia seguinte, o Joint Typhoon Warning Center nomeou a depressão como 17W. Dois dias depois, à medida que se aproximava do Japão, intensificou-se numa tempestade tropical, e foi-lhe atribuído o nome internacional de Talas. No entanto, pouco tempo depois, Talas enfraqueceu de novo numa depressão tropical e dissipou-se à medida que se aproximava do sul do Japão. Apesar desta curta duração, Talas matou pelo menos três pessoas e causou uma falha de energia em toda a província japonesa de Shizuoka. Depois de Talas, outro sistema no cavado das monções formou-se no Mar das Filipinas, e a JMA começou a seguir o sistema como uma depressão tropical. A depressão estava num ambiente favorável ao desenvolvimento e fez com que a JTWC classificasse o sistema como 18W no dia seguinte. Como o sistema formado dentro da Área de Responsabilidade das Filipinas (PAR), foi-lhe dado o nome de Karding pela agência. No dia 23 de setembro, a depressão intensificou-se numa tempestade tropical, e foi-lhe dado o nome Noru. Depois de ter sido inicialmente afetada pelo cisalhamento de ventos, Noru iniciou um período de intensificação explosiva, desenvolvendo um olho de furacão e intensificando-se brevemente num supertufão equivalente a Categoria 5 ao aproximar-se Lução, Filipinas. Noru, no entanto, enfraqueceu devido ao aumento do cisalhamento, e fez com que fosse o primeiro landfall sobre as Ilhas Polillo no município de Burdeos, Quezon. Pouco tempo depois, Noru enfraqueceu rapidamente de volta para um tufão equivalente de Categoria 2 pouco antes do seu segundo landfall sobre Dingalan, Aurora. Noru entrou então no Mar do Sul da China, onde o tufão reintensificou-se de volta para um tufão equivalente de Categoria 3. Noru, em seguida, re-desenvolveu um olho de furacão e reintensificou-se para uma Categoria 4 no Mar do Sul da China, antes de sofrer cisalhamento e atingir o Vietname como uma Categoria 2 forte antes de se dirigir para o interior da Península da Indochina. Pouco depois da formação de Noru, a JMA começou a seguir outra depressão tropical no sudeste do Japão. A depressão foi então denominada Kulap, pouco depois. Kulap intensificou-se então gradualmente no Oceano Pacífico aberto, tornando-se um tufão, de acordo com o Joint Typhoon Warning Center, até 28 de setembro. Uma vez que as Filipinas ainda estava a recuperar dos efeitos do Supertufão Noru, PAGASA nomeou como depressão tropical Luis no Mar Filipino, com JTWC a designar mais tarde Luis como 20W. Luis deixou o PAR pouco tempo depois sem afectar o país. Fora do PAR, a tempestade começou a intensificar-se e foi classificada como uma tempestade tropical que foi então denominada "Roke" pela JMA. Atingiu rapidamente a categoria 1 e horas mais tarde, a 29 de setembro, como um tufão de Categoria 2. A intensificação não durou muito tempo e, tal como o Kulap, não teve impacto em nenhuma área. Roke acabou por se tornar um ciclone extratropical. No entanto, os restos de Roke desenvolveram-se mais tarde para uma tempestade subtropical.
A 11 de outubro, uma depressão chamada Maymay pela PAGASA, formou-se ao largo da costa das Filipinas. Maymay teve uma vida bastante curta e dissipou-se no dia seguinte. Apesar de a depressão ter durado pouco, duas pessoas foram mortas pela tempestade e a tempestade causou danos nas infra-estruturas e na agricultura. No dia seguinte, outra depressão tropical classificada como 21W formou-se a leste das Ilhas Marianas. 21W foi também de curta duração e nunca chegou a ser abatida. A 13 de outubro, outra depressão tropical formou-se a oeste das Filipinas no Mar do Sul da China. A depressão atingiu o estatuto de tempestade tropical e foi denominada "Sonca" pela JMA. Sonca fez desembarques em Província de Quang Ngai, Vietname e dissipou-se pouco tempo depois. Foram relatadas 10 mortes na região devido à forte precipitação da tempestade. No mesmo dia, formou-se Sonca, outra depressão tropical no Mar Filipino. A tempestade foi denominada "Nesat" a 15 de outubro, quando a tempestade passou mesmo a norte da ilha de Lução. Nesat entrou então no Mar do Sul da China, onde se intensificou ainda mais até se tornar um tufão. Nesat atingiu o seu pico de intensidade como um tufão de Categoria 2 e começou a perder a sua força ao aproximar-se do Vietname. Nesat dissipou-se a 20 de outubro, ao largo da costa da Ilha de Ainão. Durante a sua vida, Nesat causou pequenos danos nas Filipinas, Taiwan, Vietname, e Hong Kong. No entanto, não foram relatados quaisquer acidentes mortais. A 18 de outubro, a tempestade tropical "Haitang" formou-se após interagir com uma depressão tropical não tropical baixa e degenerada de 21W desde 14 de outubro. Haitang também teve uma vida curta e tornou-se extratropical no dia seguinte. No mesmo dia, formou-se Haitang, outra depressão tropical a sul de Okinawa. A depressão foi classificada como 25W, uma vez que se dirigia para oeste antes de se dissipar no Mar do Sul da China sem se intensificar mais. No entanto, foram relatadas duas mortes de 25W nas Filipinas. A 26 de outubro, formou-se uma depressão tropical no Mar das Filipinas. Quando o sistema se aproximava das Filipinas, a JMA classificou a baixa como uma tempestade tropical onde lhe deu o nome Nalgae. Nalgae (Paeng) intensificou-se numa tempestade tropical severa horas antes de atingir a ilha de Catanduanes e o resto da Região de Bicol. Nalgae viajou através do arquipélago filipino, fazendo 5 aterros de acordo com a PAGASA antes de emergir para o Mar da China Meridional, onde de acordo com o Joint Typhoon Warning Center se fortaleceu ainda mais num tufão de categoria 1. À medida que o tufão se aproximava da costa da China, Nalgae enfraqueceu de volta para uma tempestade tropical devido a condições hostis e fez aterros sobre o distritos Xiangzhou, Zhuhai. Nalgae tornou-se o primeiro ciclone tropical a atingir em todo o país desde Nepartak em 2003. Nalgae também causou danos maiores e inundações através das Filipinas e matou pelo menos 154 pessoas só no país. A 28 de outubro, quando Nalgae devastou o Sul de Lução, uma depressão tropical formou-se no sudeste das Filipinas, passando perto de Palau, com a PAGASA a nomeá-la como Queenie. A 1 de novembro, a JMA classificou o sistema como uma tempestade tropical e deu-lhe o nome de "Banyan". Banyan, no entanto, enfraqueceu de novo numa depressão tropical no dia seguinte, devido ao forte cisalhamento do vento e dissipou-se antes de chegar às Filipinas, entregando apenas alguns chuviscos como uma baixa remanescente. A 11 de novembro, formou-se uma depressão tropical perto da Ilha Wake. Mais tarde a JMA chamou ao sistema "Yamaneko", uma vez que atingiu o estatuto de tempestade tropical. Yamaneko era um sistema de existência curta e dissipou-se três dias mais tarde. Yamaneko era uma tempestade marítima, não danificando nenhuma área terrestre próxima, e um sistema relativamente fraco em termos de intensidade.

## Sistemas

### Depressão tropical 01W
Uma perturbação tropical formou-se após atravessar Palauã no final de março. Depois a perturbação evoluiu para uma área de baixa pressão a sudeste de Da Nang, Vietname, onde se tornou na primeira depressão tropical da época, às 18:00 UTC do dia 29 de março. Às 21:00 UTC do mesmo dia, o JTWC emitiu um Alerta de Formação de Ciclone Tropical (TCFA) para o sistema após o seu desenvolvimento de uma depressão tropical. No dia seguinte, a agência atualizou para uma depressão tropical, atribuindo-lhe a designação 01W. Pouco tempo depois, a agência emitiu o seu parecer final sobre o sistema depois de ter atingido terra na parte sudeste do Vietname a 30 de março, pouco depois de se ter dissipado.
No Vietname, as inundações causadas pela tempestade mataram seis pessoas. A tempestade deixou uma desaparecida e oito feridos. As inundações também causaram o colapso de duas casas.

### Tufão Malakas (Basyang)
O JTWC notou pela primeira vez a existência de uma perturbação tropical em 3 de abril. Condições favoráveis perto do sistema ajudaram a desenvolver, com o JMA reconhecendo o sistema como uma depressão tropical em 6 de abril. No final do dia, o JTWC emitiu um TCFA. No dia seguinte, o JTWC reconheceu o sistema como uma depressão tropical e deu-lhe a designação 02W. Às 21:00 UTC, o JTWC o atualizou para uma tempestade tropical. Em 8 de abril, o sistema se transformou em uma tempestade tropical e foi nomeado Malakas pela JMA. Malakas continuou a viajar sobre o Oceano Pacífico, e começou a intensificar-se lentamente, tornando-se uma tempestade tropical severa no 11 de abril, depois um tufão até 12 de abril. Por volta da mesma altura, entrou na Área de Responsabilidade das Filipinas (PAR), recebendo o nome local de Basyang da PAGASA às 03:00 UTC. Malakas demorou então algum tempo na fronteira do PAR, antes de eventualmente sair 5 horas mais tarde, enquanto se intensificava num tufão equivalente de categoria 2. Malakas continuou então a sua intensificação, atingindo mais tarde nesse dia o estatuto equivalente de categoria 3, e num tufão equivalente de categoria 4 a 13 de abril, atingindo o seu pico de intensidade. No dia seguinte, o Malakas enfraqueceu para um tufão equivalente de categoria 3, à medida que a sua estrutura do olho se degradava. Mais tarde, a 15 de abril, começou a sua transição para um ciclone extratropical, com a sua estrutura a deteriorar-se rapidamente. O JTWC deu o seu último aviso sobre o sistema às 09:00 UTC do mesmo dia, enquanto o JMA fez o mesmo por volta das 18:00 UTC.

### Tempestade tropical Megi (Agaton)
Em 8 de abril, o JTWC notou a persistência de uma área de convecção de 359 nmi (665 km; 413 mi) oeste-noroeste de Palau. Como as condições da tempestade eram favoráveis ao desenvolvimento, a JMA incluiu a tempestade em seu resumo do tempo como uma depressão tropical na costa leste de Visayas mais tarde naquele dia. Na mesma época, o PAGASA anunciou que o sistema havia se desenvolvido em uma depressão tropical, foi nomeado Agaton pela agência. O PAGASA começou a emitir Boletins de Ciclones Tropicais (TCBs) para a tempestade mais tarde naquele dia. No dia seguinte, o JTWC posteriormente emitiu um TCFA para o sistema. Às 03:00 UTC, a agência a atualizou para uma depressão tropical e atribuiu-lhe o identificador 03W. Em 10 de abril, a JMA a transformou em tempestade tropical, atribuindo-lhe o nome de Megi.
De 8 a 10 de abril, a tempestade serpenteou ao longo da região de Visayas Oriental, despejando fortes chuvas na região. O PAGASA elevou os sinais de tempestade até o Sinal No. 2 durante o ataque da tempestade. Ele fez seu primeiro desembarque na Ilha Calicoan, Guiuan às 07:30 PHT (23:30 UTC). A cidade de Cebu foi colocada em estado de calamidade após a chuva forte. Megi matou 33 pessoas,  deixou 8 pessoas desaparecidas, feriu duas pessoas, e virou um barco de carga em Ormoc após fortes chuvas, ventos e inundações que também deslocaram mais de 136 390 pessoas.  O governador de Davao de Oro estimou os danos agrícolas na província em ₱ 150 milhões (US $ 2,9 milhões). De acordo com a PAGASA, o Megi parou no Golfo de Leyte por horas antes de fazer seu segundo desembarque em Basey, Samar.

### Tufão Chaba (Caloy)
Uma área de baixa pressão a oeste de Luzon evoluiu para uma depressão tropical em 28 de junho. Às 20:00 PHT (12:00 UTC), a PAGASA reconheceu o desenvolvimento da tempestade em uma depressão tropical, começou a emitir avisos e nomeou o sistema Caloy. No dia seguinte, o JTWC emitiu um TCFA para o sistema. Caloy permaneceu quase parado no Mar do Sul da China antes de se mover lentamente para noroeste, eventualmente deixando a área de responsabilidade das Filipinas às 15:00 UTC. Como a PAGASA emitiu seu último boletim sobre a depressão tropical, o JTWC começou a emitir avisos para a tempestade e recebeu a designação 04W. Mais tarde, a Agência Meteorológica do Japão atualizou Caloy em uma tempestade tropical, dando-lhe o nome de Chaba. Chaba continuou a se intensificar no Mar do Sul da China, sendo posteriormente atualizada em uma tempestade tropical severa a leste de Hainão. As bandas de chuva externas do tufão Chaba produziram pelo menos três tornados, que impactaram Shantou, Chaozhou e Foshan. Em 1 de julho às 21:00 UTC, a JTWC atualizou Chaba para status de tufão, com o JMA fazendo o mesmo 3 horas depois, em 2 de julho às 0:00 UTC. Mais tarde naquele dia às 10:00 UTC, fez tocou terra em Maoming. Pouco depois de tocar terra, tanto a JMA quanto a JTWC avaliaram que Chaba perdeu o status de tufão, rebaixando Chaba de uma tempestade tropical severa para uma tempestade tropical. A JTWC então emitiu seu aviso final em Chaba às 15:00 UTC. Pouco depois, a JMA rebaixou Chaba para uma tempestade tropical; depois foi rebaixado para uma depressão tropical em 3 de julho às 06:00 UTC.
A 160 nmi (300 km) a sudoeste de Hong Kong, o Fujing 001, um navio guindaste encarregado de ajudar na construção de um parque eólico offshore, se separou ao meio e afundou rapidamente—deixando 26 tripulantes desaparecidos. Três dos 30 tripulantes foram resgatados, visto em um vídeo publicado online pelo Serviço de Resgate Marítimo do Governo de Hong Kong. Outra pessoa foi resgatada até 4 de julho, elevando o número total de pessoas resgatadas para quatro. Doze corpos do navio foram recuperados. Mais de 400 voos foram suspensos em Hainão; uma pessoa ficou ferida em Macau.

### Tempestade tropical Aere (Domeng)
Em 30 de junho, o JTWC começou a emitir TCFAs para uma perturbação tropical no Mar das Filipinas, 530 nmi (980 km) sul-sudeste de Kadena Air Base no Japão. Às 14:00 PHT (06:00 UTC), o PAGASA reconheceu a formação do distúrbio em uma região tropical depressão, começou a emitir boletins de ciclones tropicais e nomeou o sistema Domeng. A JMA reconheceu a tempestade como uma depressão tropical às 12:00 UTC do mesmo dia; o JTWC seguiu logo depois. No dia seguinte, a Agência Meteorológica do Japão transformou Domeng em uma tempestade tropical e a nomeou Aere por estar a leste de Batanes. Aere então continuou seguindo para o norte e às 03:00 UTC de 2 de julho, Aere deixou a Área de Responsabilidade das Filipinas; o PAGASA divulgou seu boletim final sobre a tempestade logo depois. Mais tarde naquele dia, Aere desembarcou em Okinawa. Em 3 de julho às 09:00 UTC, o JTWC rebaixou Aere para uma depressão tropical. No entanto, três dias depois, o JTWC divulgou outro boletim não oficial, reclassificando esse distúrbio como uma tempestade subtropical, com uma pressão estimada de 1000 hPa.

### Tempestade tropical Songda
Em 26 de julho, uma área de baixa pressão a noroeste das Ilhas Marianas se transformou em uma depressão tropical. O sistema rastreou a noroeste ao longo da periferia de uma alta subtropical, com intensificação limitada. Após alguns desenvolvimentos enquanto sobrevoava o Mar das Filipinas em 28 de julho, a JMA atualizou o sistema para uma tempestade tropical, dando-lhe o nome de Songda. O JTWC reconheceu a formação do sistema em uma depressão tropical em 29 de julho, três dias após o JMA. Songda continuou rastreando para noroeste, passando pelas águas da Prefeitura de Kagoshima em 30 de julho, desacelerando sobre o Mar Amarelo. Em seguida, recuou em direção à Coreia continental, perdendo sua força quando entrou em condições desfavoráveis que cortaram seu centro. Songda se dissipou em 1 de agosto; seus remanescentes atingiram a Coreia do Norte em 2 de agosto.
Songda causou fortes chuvas nas regiões Kyushu e Shikoku do Japão e na Ilha Jeju na Coreia do Sul. Apesar dos ventos fortes e em torno de 206 milímetros de chuva, nenhum dano foi relatado na Ilha de Jeju.

### Tempestade tropical Trases (Ester)
Uma área de baixa pressão de um enorme giro de monção desenvolveu-se em uma depressão tropical a sudeste das Ilhas Ryukyu em 29 de julho. O PAGASA seguiu o exemplo ao atualizá-lo e nomeou o sistema Ester. Ester se moveu geralmente para o norte sobre o Mar das Filipinas, mantendo sua força ao fazê-lo. Ester saiu da Área de Responsabilidade das Filipinas às 05:00 PHT (21:00 UTC) de 31 de julho; o PAGASA emitiu seu último boletim sobre a tempestade às 11:00 PHT (03:00 UTC). À medida que Ester se aproximava das Ilhas de Okinawa, a JMA a transformou em uma tempestade tropical e recebeu o nome Trases.

Trases então passou por Okinawa, e mais tarde desembarcou em Ilha de Jeju. O JTWC emitiu um TCFA. Mais tarde, eles transformaram Trases em uma depressão tropical e deram a designação de 07W. Trases então interagiu com a vizinha depressão tropical Songda e atingiu o continente de Coreia do Sul em 1 de agosto. Não muito tempo depois, a JMA rebaixou Trases para uma depressão tropical e o JTWC emitiu seu último aviso sobre ele, uma vez que permaneceu perto da costa oeste da Coreia do Sul.

### Depressão tropical 08W
Em 2 de agosto, o JTWC observou uma área de convecção desorganizada no Mar do Sul da China, aproximadamente 105 nmi (195 km) ao sul-sudeste de Kaohsiung, Taiwan. Sob um ambiente favorável de temperaturas quentes da superfície do mar, baixo cisalhamento do vento e fluxo equatorial moderado, a convecção consolidou rapidamente um centro de circulação de baixo nível que levou o JTWC a emitir um Alerta de formação de ciclone tropical no dia seguinte. A JMA então atualizou o sistema para um tropical depressão às 18:00 UTC do mesmo dia. O JTWC posteriormente seguiu o exemplo, designando a depressão até o início de 4 de agosto. O sistema então atingiu Huidong County, Guangdong às 01:40 UTC do mesmo dia, de acordo com a China Meteorological Administration, solicitando que o JTWC emitisse seu aviso final oito horas após o desembarque.

### Tempestade tropical Mulan
Uma área de baixa pressão a leste de Quảng Ngãi, no Vietnã desenvolveu-se em uma depressão tropical em 8 de agosto. Em 9 de agosto, segundo a JMA, o ciclone se transformou em uma tempestade tropical e recebeu o nome de Mulan. O JTWC, no entanto, não reconheceu Mulan como tropical, devido ao seu enorme raio de ventos máximos que "estão tipicamente presentes em depressões de monções". A tempestade não se intensificou mais, segundo a JMA, e por 02:50 UTC de 10 de agosto, Mulan atingiu a costa nas áreas costeiras de Xuwen County em Zhanjiang, Guangdong. O JTWC posteriormente cancelou o TCFA e rebaixou suas chances de formação para média. A JMA então rebaixou a tempestade para uma depressão tropical enquanto se movia para o interior do Vietnã no dia seguinte, e foi notada pela última vez seis horas depois no mesmo dia.
As fortes chuvas no Vietnã causaram a morte de seis pessoas devido a inundações repentinas. A região norte do país experimentou chuvas torrenciais de cerca de 20–50 mm. A tempestade também causou danos agrícolas de um estima-se que ₫2,5 milhões (US$ 106.850) depois que cerca de 30.000 lagostas morreram devido aos efeitos da tempestade.

### Tempestade tropical Meari
Uma área de baixa pressão se desenvolveu em uma depressão tropical a noroeste de Iwo Jima em 10 de agosto. Depois que a JMA nomeou o sistema como Meari, o JTWC em seu último boletim não oficial, classificou este sistema como uma tempestade tropical. No entanto, segundo a agência, por causa das águas mais frias, a tempestade voltou ao Oceano Pacífico após ameaçar a costa sul do Japão sem causar grandes impactos.
Em preparação para Meari, funcionários do governo em Tóquio alertaram sobre chuvas fortes e ventos fortes. O último dia do Festival Rock in Japan foi cancelado e os reembolsos dos ingressos foram distribuídos. Três jogos da J1 League em Tóquio e Kanagawa Prefecture também foram cancelados. Cerca de 72.000 residentes foram evacuados em Shizuoka; foram registrados dois deslizamentos de terra que isolaram cinco casas. A falta de energia afetou 1 200 casas em Shimizu e outras 2.200 em Kakegawa. Partes da Shin-Tōmei Expressway, que liga Tóquio a Nagoya, foram fechadas como resultado de fortes chuvas, enquanto os limites de velocidade do túnel foram reduzidos. As chuvas também afetaram os voos e os trens-bala, que afetaram 92 mil pessoas. Um homem idoso em Hamamatsu sofreu ferimentos na testa após ser derrubado por ventos fortes.
Casas no Japão Central também foram destruídas.

### Tempestade tropical Ma-on (Florita)
Em 19 de agosto, a JMA começou a rastrear uma área de baixa pressão no Mar das Filipinas, em torno de 500 km (310 mi) ao norte de Palau. A área de baixa pressão moveu-se lentamente para o oeste, evoluindo para uma depressão tropical em 20 de agosto. No dia seguinte, a PAGASA também anunciou a formação em depressão tropical, e como resultado de sua posição dentro do PAR, atribuiu-lhe o nome Florita. Pouco depois, o JTWC designou o sistema como 10W. Florita permaneceu relativamente fraca, com circulação exposta. Em 22 de agosto, foi atualizado para tempestade tropical, sendo designado Ma-on pela Agência Meteorológica do Japão, com o JTWC posteriormente seguindo o exemplo.
Na noite de 22 de agosto, o centro de circulação de baixo nível exposto foi obscurecido por uma explosão de convecção, que mais tarde se transformou em um nublado denso central, o que levou a JMA a atualizar Ma-on para um tempestade tropical. Às 10h PHT, Ma-on atingiu a terra em Maconacon, Isabela como uma tempestade tropical severa de alta intensidade, pouco abaixo da intensidade do tufão, de acordo com o PAGASA. Quatro fatalidades ocorreram; infraestrutura os danos foram estimados em ₱ 499 milhões (US $ 8,88 milhões). Os danos no setor agrícola foram de cerca de ₱ 14,3 milhões (US$ 253.800).
Na manhã de 25 de agosto, Ma-on fez o primeiro pouso em Guangdong, na China. Pouco depois, o sistema moveu-se para o oeste para o Golfo de Tonkin. Mais tarde, a tempestade atingiu a segunda e última terra em Móng Cái, província de Quảng Ninh, no Vietnã.
A tempestade causou danos moderados no Vietnã.

### Tufão Tokage
Em 21 de agosto, a JMA notou que uma depressão tropical havia se formado a nordeste de Guam. Sob um ambiente favorável de temperaturas quentes da superfície do mar, baixo cisalhamento do vento e fluxo muito bom em direção aos pólos, o sistema se intensificou rapidamente para se tornar a tempestade tropical Tokage no início do dia seguinte. Movendo-se a norte-noroeste, Tokage se intensificaria em uma tempestade tropical severa mais tarde no mesmo dia, e às 09:00 UTC de 23 de agosto, o JTWC atualizou o Tokage para um tufão, com o JMA seguindo o exemplo 3 horas depois. A tempestade atingiria o pico seis horas depois de acordo com a JMA, com ventos sustentados de 10 minutos de 140 km/h e uma pressão de 970 hPa, enquanto o JTWC estimou que Tokage atingiu o pico às 00:00 UTC do dia seguinte, com ventos sustentados de 1 minuto de 185 km/h, tornando Tokage um tufão equivalente de categoria 3 na escala Saffir-Simpson. Depois de atingir o pico, Tokage enfraqueceu rapidamente sob forte cisalhamento do vento enquanto se curvava para nordeste devido a uma cordilheira subtropical de camadas profundas posicionada a leste da tempestade, e iniciou a transição extratropical às 03:00 UTC de 25 de agosto. A tempestade completaria sua transição 12 horas depois, com o JTWC emitindo seu aviso final, e o JMA seguindo o exemplo três horas depois.

### Tufão Hinnamnor (Henry)
Em 27 de agosto, o JTWC começou a monitorar um distúrbio localizado a 461 milha náuticas de Iwo Jima, que eles chamaram de Invest 90W. Após a organização, a agência emitiu um Alerta de formação de ciclone tropical (TCFA) às 04:10 UTC do dia seguinte. 6 horas depois, intensificou-se para uma tempestade tropical, sendo nomeada Hinnamnor pela JMA. Movendo-se para o oeste, Hinnamnor se fortaleceu constantemente, ganhando intensidade, com ventos de 75 kn (139 km/h) em 29 de agosto, chegando a categoria 1. Ao mesmo tempo, a JMA atualizou Hinnamnor para um tufão. O sistema passou por intensificação rápida, e passou a ganhar ventos equivalentes à categoria 3 às 12:00 UTC do mesmo dia. Reforçando rapidamente durante a noite, a tempestade cresceu rapidamente com a categoria 5 ventos equivalentes de 140 kn (260 km/h), com uma pressão mínima de 920 hPa (27.17 inHg) com um olho pinhole. Hinnamnor enfraqueceu após um ciclo de substituição da parede do olho e diminuiu à medida que se aproximava de Okinawa. Ao parar ao sul da Prefeitura, a tempestade se intensificou novamente, com uma intensa covecção se formando junto com um olho maior.
No dia 31 de agosto, às 17h30. PHT (09:30 UTC), Hinnamnor entrou na PAR, e foi renomeado Henry.
Em Ifugao, um homem foi enterrado devido às fortes chuvas causadas pelo tufão. Vários voos foram cancelados de e para Okinawa. Quando o tufão atingiu a Coreia do Sul, teve impactos severos. 60 000 casas estavam sem eletricidade e uma mulher idosa morreu arrastada pela corrente. Outras 9 pessoas estão desaparecidas. Na cidade de Pohang, Coreia do Sul, sete pessoas morreram na inundação de um estacionamento subterrâneo.

### Depressão tropical 13W (Gardo)
Em 30 de agosto às 00:00 UTC, a JMA começou a rastrear uma depressão tropical em movimento para o oeste. Poucas horas depois, a PAGASA deu-lhe o nome local Gardo por estar dentro de sua área de responsabilidade. O JTWC emitiu um TCFA para o sistema, e então atualizaria o sistema para uma depressão tropical, designando-o como 13W. Devido à sua proximidade com o tufão Hinnamnor, sua saída expôs totalmente a circulação de 13W. Em 1º de setembro, o JMA, o JTWC e o PAGASA emitiram seus avisos finais sobre o sistema quando ele foi absorvido pelo Hinnamnor.

### Tufão Muifa (Inday)
No seu primeiro boletim oficioso, a JTWC detetou um distúrbio a aproximadamente 255 mn desde Iwo-To. Segundo a Agência, o ciclone alcançou um ambiente favorável para uma intensificação mais abrangente por causa das águas quentes (entre 30 e 31 C) e foi designado como Invest 91W. Segundo a JTWC um dia depois o ciclone tornou-se uma tempestade tropical, estava a 696 mn SSE da Base Aérea de Kadena, mas sem dar muitos detalhes sobre a sua pressão. A JMA, no entanto, não havia divulgado nenhum boletim para designar esse sistema até então. Quando a tempestade entrou na área de responsabilidade do PAGASA, foi nomeado Inday; em seu primeiro boletim, a agência afirmando que um impacto direto no arquipélago era improvável. De acordo com a agência, dentro da área da PAGASA, a tempestade se transformou em uma tempestade tropical severa, e deu avisos de possíveis inundações pela tempestade Inday para os distritos de Luzon e Visayas. No entanto segundo o JTWC, quase na borda da área de PAGASA, a tempestade se transformou em um tufão, pois atingiu 120 km/h (ou 65 kn) em ventos sustentados de um minuto. No relatório, o ciclone estava localizado a mais de 388 mn ao sul da Base Aérea de Kadena. No décimo sétimo boletim divulgado pela JTWC, o tufão atingiu a categoria 2, ainda dentro da área de PAGASA. Horas depois, o tufão tornou-se muito forte e, por esse motivo, atingiu a categoria 3, de acordo com o décimo oitavo boletim da JTWC. A PAGASA, em seu décimo sétimo boletim, relatou que os ventos do tufão poderiam atingir as Ilhas Batanes e Babuyan, além de causar maré de tempestade na costa norte de Luzon. Depois de atingir o limite da área de PAGASA, o tufão foi rebaixado para a categoria 2 depois que as temperaturas da água diminuíram durante seu caminho. O JTWC registrou isso em seu boletim. Em 12 de setembro, Muifa atingiu a Ilha Ishigaki, parte do remoto grupo da ilha Yaeyama. Também naquele dia, o tufão foi rebaixado novamente para a categoria 1 e deixou a área de responsabilidade das Filipinas à tarde. De acordo com o vigésimo sexto boletim do JTWC, o tufão voltou à categoria 2 depois de atingir as duas ilhas já fora do PAR. Em 13 de setembro, a China emitiu um alerta laranja (sinal #2) sobre Muifa, alertando que poderia impactar o Estreito de Taiwan, além das províncias de Jiangsu, Norte de Zhejiang e Xangai. Com ventos de 155 km/h (ou 80 nós), o tufão atingiu Zhoushan por volta das 20h30, hora local. Vários voos partindo dos aeroportos da cidade mencionada, Ningbo e Xangai, além das atividades portuárias de Xangai, foram suspensos devido a chuvas torrenciais e rajadas. É o tufão mais poderoso já registado em Xangai. O recorde anterior foi o Tufão Gloria, em 1949. De acordo com a JTWC, Muifa foi rebaixado para uma tempestade tropical quando atingiu a costa. Muifa foi novamente rebaixada para depressão tropical e a CABT divulgou o quadragésimo boletim. Este foi o último relatório da agência antes de ser dissipado.

### Tufão Merbok
Às 00:00 UTC de 9 de setembro, a JMA havia rastreado uma depressão tropical fraca que se desenvolveu bem a oeste da ilha Wake. Posteriormente, a JMA rebaixou o sistema para uma zona de baixa pressão. No entanto, no dia seguinte, a JMA re-atualizou o sistema para uma depressão tropical. O JTWC seguiu o exemplo e começou a emitir avisos, atribuindo a designação 15W. No seu quinto boletim, a JTWC afirmou que 15W se transformou em uma "tempestade tropical" quando atingiu 65 km/h (ou 35 nós) de ventos sustentados de um minuto. A JMA nomeou o sistema Merbok, por ter atingido ventos sustentados de 10 minutos a 65 km/h. Segundo o Boletim Técnico da JMA, horas depois o ciclone atingiu o estatuto de "tempestade tropical severa". No décimo terceiro boletim, o JTWC informou que o Merbok se tornou um tufão de categoria 1 ao atingir ventos sustentados de 120 km/h (ou 65 nós). A JTWC emitiu um boletim final sobre o Merbok, assinalando que este se tinha afastado das zonas habitáveis.
Em 17 de setembro de 2022 seus remanescentes chegaram à costa Oeste do Alasca, onde seus ventos derrubaram casas e fios de energia elétrica e a agitação marítima virou barcos e destruiu infraestruturas na área costeira, no que foi chamada a "pior tempestade a atingir o estado americano nos últimos 50 anos". Segundo o Especialista em Clima do Alasca, Rick Thoman para o postal The Conversation, "há uma forte probabilidade de que o Merbok tenha se formado onde se formou por causa do aquecimento do oceano", já que o sistema havia se formado numa área do Pacífico onde as águas geralmente frias este ano estão mais quentes. "Com a água morna do oceano, há mais evaporação na atmosfera. Como todos os ingredientes atmosféricos se juntaram, Merbok foi capaz de trazer aquele ar úmido muito quente junto com ele. Se o oceano tivesse uma temperatura mais típica de 1960 , não haveria tanta umidade na tempestade", explicou.
O governador do Alasca, Mike Dunleavy,  chegou a declarar situação de emergência e centenas de soldados da Força-Tarefa trabalharam para ajudar os afetados.

### Tufão Nanmadol (Josie)
Às 06:00 UTC de 9 de setembro, o JMA rastreou brevemente uma fraca depressão tropical a leste de Iwo-To, Japão. Dois dias depois, a JMA re-atualizou o sistema para uma depressão tropical. Em 12 de setembro, o JTWC designou o sistema 16W e estava localizado a aproximadamente 262 mn a sudoeste de Iwo-To. No quinto boletim, a JTWC informou que o 16W se transformou numa "tempestade tropical", e a JMA, seguindo o exemplo, chamou o sistema Nanmadol. A tempestade atingiu o estatuto de tufão em 15 de setembro. Nanmadol intensificou-se rapidamente para um tufão muito forte, de acordo com o décimo terceiro boletim da JTWC. Nanmadol então entrou na área de Responsabilidade filipina do PAGASA às 09:40 UTC de 16 de setembro, e recebeu o nome de Josie, no entanto, rapidamente deixou o PAR, pouco mais de quatro horas depois, às 14:00 UTC do mesmo dia. Quando atingiu o sul do Japão, o tufão foi rebaixado para o estatuto equivalente de categoria 3 ao chegar às Ilhas Kyushu. Ao impactar diretamente o país, foi novamente rebaixado para status equivalente de categoria 1. A caminho do Nordeste do Japão após a chegada à terra firme, o ciclone foi rebaixado para tempestade tropical pela JTWC. A JMA também seguiu o exemplo e rebaixou a para uma tempestade tropical severa. No seu vigésimo nono boletim, a CABT informou que o Nanmadol estava a enfraquecer à medida que se deslocava por terra no Japão e seria rebaixado para um ciclone extratropical.
Antes do ciclone atingir o país, a JMA emitiu um aviso especial de que o Nanmadol poderia causar danos graves, e pelo menos 4 milhões de pessoas foram aconselhadas a deixar suas casas. Registaram-se volumes excecionalmente elevados de precipitação que resultaram em inundações nas ruas e destruição de muros de edifícios, e destruíram postes de energia. Pelo menos 2 pessoas morreram e outras 70 ficaram feridas. Mais de 200 000 pessoas ficaram sem eletricidade. Na Coreia do Sul, os ventos e as chuvas provocados pelo tufão também causaram incómodos. Uma pessoa ficou ferida, mais de 700 pessoas foram evacuadas de suas casas, árvores caídas foram relatadas e alguns locais no sudeste do país ficaram sem eletricidade.

### Tempestade tropical Talas
A 20 de setembro, uma perturbação transformou-se numa depressão tropical de acordo com o JMA. O JTWC relatou que a baixa pressão encontrou ambientes favoráveis para a intensificação por águas quentes e baixa cisalhamento pelo vento. No dia seguinte, o JTWC designou o sistema como 17W, uma vez que foi atualizado para uma depressão tropical. No dia 23 de setembro, o ciclone foi atualizado para uma tempestade tropical de acordo com o sexto boletim do JTWC. A tempestade foi denominada Talas pelo JMA. Quando fez landfall no sul do Japão, foi rebaixada para uma depressão tropical de acordo com o sétimo boletim JTWC.
Uma precipitação total de 10 a 12 centímetros por hora, total de 30 a 42 centímetros em doze horas atingiu em Hamamatsu, Cidade de Shizuoka e outras áreas a oeste e leste da Prefeitura de Shizuoka. Um desabamento de terras em Ōigawa na ferrovia em Kawane, duas torres de transmissão caíram em Aoi-ku, Shizuoka e 119.200 clientes domésticos foram atingidos pelo corte de energia na Prefeitura de Shizuoka, de acordo com Heita Kawakatsu, relatório confirmado da Governadora de Shizuoka. Segundo o relatório oficial Japan Fire and Disaster Management Agency, Talas matou três pessoas e feriu seis outras.

### Tufão Noru (Karding)
Em 21 de setembro, uma perturbação desenvolveu-se em depressão tropical perto das Filipinas, de acordo com o JMA. O JTWC designou este distúrbio como Invest 95W e emitiu um boletim observando que o sistema de baixa pressão poderia ter uma intensificação razoável devido à baixa cisalhamento do vento e água mais quente. Horas mais tarde, o JTWC actualizou o sistema para uma depressão tropical, designando-o como 18W. A PAGASA seguiu então o exemplo às 00:00 UTC de 22 de setembro, e à depressão tropical foi atribuído o nome Karding. Algumas horas depois, o sistema atingiu a intensidade da tempestade tropical e a JMA atribuiu-lhe o nome Noru.  A PAGASA levantou TCWS #1 às 21:00 UTC do dia 23 de setembro, com o TCWS #3 a ser levantado um dia mais tarde à medida que a tempestade se intensificava rapidamente num tufão. Em 24 de setembro, Noru entrou na área de responsabilidade das Filipinas e atingiu a intensidade do tufão. Noru então sofreu intensificação explosiva, durante o qual, de acordo com o JTWC, os ventos sustentados de 1 minuto de Noru aumentaram 165 km/h. A PAGASA elevou o signal No. 4 no mesmo dia, informando que o norte de Lução poderia ser severamente afectado pelo ciclone. Às 00:00 UTC do dia 25 de Setembro, o JTWC classificou Karding como um supertufão equivalente de categoria 5. A PAGASA então seguiu e atualizou Noru para um supertufão, elevando o sinal número 5 pela primeira vez desde Tufão Goni (Rolly), utilizando a nova escala de 2022. Às 17h30 hora das Filipinas, de acordo com PAGASA, o Super Tufão Noru atingiu Burdeos, Ilhas Polillo, Província de Quezon. Quando fez um desembarque no norte das Filipinas, o ciclone foi rebaixado para a Categoria 4 de acordo com o JTWC. Às 20:20h PHT, Noru atingiu Dingalan na província de Aurora como tufão de acordo com a PAGASA. O terreno da cadeia montanhosa Sierra Madre enfraqueceu Noru ao passar pelo centro de Lução.
Noru depois reintensificou-se ligeiramente no Mar das Filipinas Ocidentais, deixando a Área de Responsabilidade das Filipinas da PAGASA na segunda-feira de manhã.

### Tempestade tropical severa Kulap
A 24 de setembro, o JTWC publicou um primeiro relatório sobre um sistema de baixa pressão e, porque entrou em águas mais quentes e com pouco vento, a agência chamou-lhe Invest 96W. No dia seguinte, a JMA classificou o sistema como uma depressão tropical. Horas mais tarde, o JTWC seguiu o exemplo, e designou-o 19W.
No dia seguinte, o ciclone intensificou-se e o JTWC no seu segundo boletim, classificou-o como uma "tempestade tropical". O JMA seguiu o exemplo e chamou-lhe Kulap. O JMA classificou-o rapidamente como uma "tempestade tropical severa" mas o JTWC foi mais longe e elevou-o para um tufão de Categoria 1. Ao ameaçar a costa japonesa, o ciclone continuou o seu curso até ser rebaixado para uma tempestade tropical, de acordo com boletins divulgados pelas duas agências. Ao mudarem-se para áreas mais frias e sem ameaçar quaisquer áreas habitáveis, as agências divulgaram os últimos boletins sobre o Kulap informando que foi desclassificado para um ciclone extratropical.

### Tufão Roke (Luis)
Em 27 de setembro, a JMA começou a monitorizar uma fraca depressão tropical que se tinha desenvolvido no Mar das Filipinas e que tinha sido designada como "Invest 98W" pelo JTWC. A agência disse num boletim da TCFA que, por estar em águas mais quentes e de baixo cisalhamento, havia margem para uma intensificação mais ampla. A previsão foi confirmada, e algumas horas mais tarde, foi classificada como uma depressão tropical, sendo chamada 20W. No dia seguinte, a tempestade entrou na área de responsabilidade do PAGASA e foi chamada "Luis", mas não ameaçou directamente as Filipinas e deixou a área de responsabilidade do PAGASA algumas horas mais tarde. Posteriormente, o ciclone ganhou força e atingiu uma "tempestade tropical", segundo o segundo boletim do JTWC. O JMA chamou ao sistema Roke. Dois dias depois, o JTWC e a JMA classificaram-no como um tufão de Categoria 1, A intensificação não durou muito tempo e Roke foi rebaixada para uma tempestade tropical. Tendo o mesmo destino que o seu antecessor Kulap, o JTWC lançou um boletim final no qual Roke tinha sido rebaixado para um ciclone extratropical. Contudo, o ciclone intensificou-se numa tempestade subtropical de acordo com o boletim especial do JTWC. Em 1 de outubro, enfraqueceu para uma depressão subtropical.

### Depressão tropical Maymay
Embora tanto a JMA como a PAGASA considerassem este sistema como uma depressão tropical, só foi considerado pela JTWC como um Invest, designado como 98W. Embora de curta duração, Maymay matou duas pessoas em Cagaiã, Filipinas. De acordo com Manila Bulletin, o Gabinete Provincial de Gestão de Redução de Riscos de Catástrofes (PDDRMO) estimou os danos de infra-estruturas e agrícolas em ₱533 milhões (US$9,16 milhões) e 33,432 indivíduos foram afectados pelo Maymay.

### Depressão tropical 21W
21W formou-se a leste das Ilhas Marianas Setentrionais. Embora de curta duração, o 21W nunca chegou a atingir terra. No pico de intensidade, o seu centro de circulação foi severamente perturbado por uma baixa que mais tarde se tornaria a tempestade tropical Haitang.

### Tempestade tropical Sonca
Nas primeiras horas do dia 15 de outubro, Sonca fez desembarques na província de Quang Ngai, Vietname. Isto resultou em grandes inundações em todo o Vietname Central; 700 mm de chuva caiu em Da Nang durante um período de 24 horas em 14 e 15 de outubro. Houve 10 fatalidades na região. As perdas económicas inicialmente estimadas na cidade de Da Nang causadas pela forte precipitação de Sonca são de cerca de 1.48 triliões VND (US$60,8 milhões). perdas de infra-estruturas na província de Thừa Thiên Huế atingiu 337 mil milhões de VND (13,5 milhões de dólares). 2 pessoas foram mortas e 4 feridas na província.

### Tufão Nesat (Neneng)
Nesat formou-se a partir de uma área de clima perturbado a leste das [[Filipinas], e em 13 de outubro, entrou na Área de Responsabilidade das Filipinas do PAGASA e foi nomeado Neneng pela agência. Neneng continuou a intensificar-se no Mar das Filipinas e recebeu o nome internacional de Nesat pela Agência Meteorológica do Japão. Em 16 de outubro, às 03:50 Tempo Padrão Filipino, a PAGASA notou que Nesat (Neneng) fez a sua primeira aterragem na ilha de Calaiã na província de Cagayan como uma tempestade tropical severa. De acordo com a PAGASA, Nesat sofreu uma intensificação rápida e tornou-se um tufão depois de passar pelo Estreito de Lução. Um dia depois, Nesat saiu do PAR, e a PAGASA deixou de emitir avisos sobre o sistema.
As inundações no norte de Lução causaram danos em edifícios e infra-estruturas. De acordo com NDRRMC, 103 662 pessoas foram afectadas quando a Nesat desembarcou, com 4.459 deslocados; não houve mortes. Um relatório final da PDRRMO estimou os danos nas infra-estruturas e na agricultura em ₱474.2 milhões (US$8,15 milhões).

### Tempestade tropical Haitang
A partir de 14 de outubro, uma baixa não tropical com características subtropicais começou a persistir a norte de Minamitorishima e noroeste da então degenerada depressão tropical 21W. A baixa permaneceu estacionária, lentamente enfraqueceu e adquiriu mais características tropicais nos próximos três dias, e JTWC acabou por declarar uma depressão tropical no início de 18 de outubro quando o sistema se tinha aprofundado novamente e se tornou compacto, Embora a JMA tenha reportado um baixo nível de força bruta não tropical ao mesmo tempo, o sistema foi logo analisado como uma tempestade tropical e nomeada Haitang.

### Depressão tropical 25W (Obet)
A depressão tropical 25W formou-se a nordeste das Filipinas. Esperava-se que fosse uma tempestade tropical, mas nunca se intensificou como se esperava. De acordo com o Escritório Municipal de Redução e Gestão de Riscos de Desastres (MDRRMO), foram relatadas duas mortes devido a 25W, um pescador e a sua esposa.

### Tempestade tropical severa Nalgae (Paeng)
A 26 de outubro, o JTWC relatou no seu TCFA (Alert de Formação de Ciclone Tropica) que uma área de baixa pressão perto das Filipinas conseguiu desenvolver-se devido às águas quentes e ao baixo cisalhamento do vento.  A agência designou-a como Invest 93W. A JMA e a PAGASA depois classificaram o distúrbio como depressão tropical, com a atribuição posterior com o nome Paeng ao sistema. A JTWC actualizou o sistema para uma depressão tropical um dia depois, às 00:00 UTC do dia 27 de outubro, e recebeu a designação 26W. Ao mesmo tempo, a JMA atualizou a depressão para uma tempestade tropical, e recebeu o nome Nalgae. No dia seguinte, PAGASA e JTWC classificaram-na como uma severa tempestade tropical que se aproximava do nordeste das Filipinas. PAGASA emitiu alertas de perigo (Sinal Nº 3), informando que os danos poderiam ser registados quando Paeng se aproximava do arquipélago. Às 17:10 UTC a 28 de outubro, a Nalgae fez o seu primeiro desembarque em Virac, Catanduanes, seguido de outro desembarque em Caramoan, Camarines Sur apenas trinta minutos mais tarde. Atravessou a Região de Bicol e saiu para o Mar de Sibuyan, e mais tarde fez o seu terceiro desembarque em Buenavista, Quezon, mantendo a sua força enquanto o fazia. Nalgae depois rumou para sudoeste e atingiu Mogpog na província insular de Marinduque, mais tarde atravessou novamente o Mar de Sibuyan e fez o seu quinto desembarque em Sariaya, mais uma vez na província de Quezon, passando mais tarde para Laguna. Nalgae depois passou pela área Metropolitana de Manila e Rizal, dirigindo-se para Bulacan na noite de 29 de outubro. No dia seguinte, Nalgae enfraqueceu numa tempestade tropical no Mar das Filipinas Ocidentais, mas reintensificou-se numa tempestade tropical severa algumas horas mais tarde, e saiu da Área de Responsabilidade das Filipinas um dia mais tarde. Após a sua saída da jurisdição filipina, a Nalgae intensificou-se então para uma tufão equivaente à Categoria 1 no JTWC; contudo, o JMA manteve a sua classificação de tempestade tropical severa para o sistema. Aproximou-se então do Delta do Rio das Pérolas, levando os funcionários em Hong Kong e Macau a levantar Sinal No. 8 de 1 a 2 de novembro.

### Tempestade tropical Banyan (Queenie)
A 29 de outubro, o JTWC lançou um primeiro TCFA, relatando que uma perturbação tropical, designada por Invest 94W, se tinha formado longe do Mar das Filipinas. No entanto, horas mais tarde, a agência cancelou o TCFA sobre esta área de baixa pressão depois de ter perdido intensidade. No entanto, a agência lançou um segundo TCFA, relatando que o distúrbio tinha reintensificado, e classificou a possibilidade de depressão tropical como "alta". A JMA foi mais longe num boletim, e já a classificou como uma depressão. Às 21:00 UTC de 30 de Outubro, a depressão tropical foi designada 27W. Ao entrar na Área de Responsabilidade das Filipinas, foi-lhe dado o nome local Queenie pela PAGASA. Banyan intensificou-se numa tempestade tropical, e foi-lhe dado o nome internacional Banyan pela Agência Meteorológica do Japão. Banyan enfraqueceu depois devido ao forte cisalhamento, e foi rebaixado para uma depressão tropical no dia seguinte. Mais tarde nessa tarde, a PAGASA tinha emitido o seu último boletim sobre Banyan depois de este se ter dissipado numa área de baixa pressão remanescente. Os remanescentes de Banyan continuaram a causar alguma chuva no leste de Mindanao.

### Tempestade tropical Yamaneko
Uma depressão tropical formou-se a leste-nordeste da Ilha Wake a 11 de novembro. O sistema fortaleceu-se então para uma tempestade tropical, nomeada como Yamaneko pela JMA. O sistema foi de curta duração e enfraquecido devido a temperaturas do mar mais frias. O sistema dissipou-se na manhã de 14 de novembro.

### Tempestade tropical Pakhar (Rosal)
Uma área de baixa pressão formada a leste de Mindanao no Mar das Filipinas, que mais tarde seria designada como um Invest que se deslocaria geralmente para noroeste em direcção à ilha de Samar e a leste da região de Visayas. A 9 de dezembro, a área de baixa pressão (LPA) foi atualizada em depressão tropical pela Agência Meteorológica do Japão e posteriormente designada como 29W pela JTWC. Como se encontrava dentro da Área de Responsabilidade das Filipinas, foi-lhe atribuído o nome Rosal depois de ter sido designada como uma depressão tropical pela PAGASA. A aproximação de Rosal ao arquipélago iria então provocar a elevação de sinais de alerta de ciclones tropicais em algumas partes da Região de Bicol. A tempestade intensificar-se-ia mais tarde para uma tempestade tropical e seria denominada Pakhar pela JMA. Na manhã de 12 de dezembro, Pakhar atingiu o seu pico de intensidade a leste das Ilhas Babuyan e mais tarde enfraqueceu rapidamente com o cisalhamento do vento no Mar das Filipinas a leste do extremo norte de Lução. Durante as primeiras horas da manhã de 13 de dezembro, a PAGASA rebaixaria Pakhar para uma baixa remanescente a leste do nordeste de Cagayan, dissipando-se devido ao ar seco do nordeste da monção, que interrompeu a circulação de Pakhar.
A frente de Pakhar trouxe chuvas fortes, que indirectamente resultaram em 8 mortes na província de Tanay, Rizal, após um jipe ter sido varrido por uma inundação repentina.

### Outros sistemas
Uma área de baixa pressão desenvolveu-se em uma depressão tropical a nordeste de Mindanao no início de 30 de maio. Mas ela se dissipou no mesmo dia sem afetar nenhuma área habitável
Em 22 de julho, a JMA começou a rastrear uma área de baixa pressão ao sul do Japão. No dia seguinte, o JTWC também começou a rastrear o sistema, agora 227 nmi (261 mi; 420 km) a sul-sudoeste de Iwo Jima, no Japão. Em 24 de julho, a JMA atualizou o sistema para uma depressão tropical.
A JMA começou a monitorizar uma fraca depressão tropical que se formou a oeste da Linha Internacional de Datas a 14 de agosto. O sistema só persistiu até cedo no dia seguinte.
Uma depressão tropical formou-se no extremo leste do Japão a 22 de agosto, e dissipou-se no mesmo dia.
A 25 de setembro, o JMA acompanhou uma fraca depressão tropical a algumas centenas de quilómetros da costa japonesa, mas esta dissipou-se no mesmo dia.
Em 15 de novembro, uma zona de baixa pressão e uma zona de convergência intertropical trouxeram inundações e chuvas fortes às Filipinas devido aos efeitos combinados dos sistemas meteorológicos. Dizia-se que tinham ocorrido desabamentos de terras em algumas partes das Filipinas. Em 18 de novembro, ocorreram inundações extremas em algumas partes de Mindanao. A Cruz Vermelha Filipina serviu refeições quentes a 1 691 pessoas deslocadas devido aos efeitos da inundação.[347] As localidades em Cotabato também suspenderam as aulas. Ocorreram pelo menos cinco baixas.

## Nomes de tempestades
Dentro do Oceano Pacífico Noroeste, tanto a Agência Meteorológica do Japão (JMA) quanto a Administração de Serviços Atmosféricos, Geofísicos e Astronômicos das Filipinas (PAGASA) atribuem nomes a ciclones tropicais que se desenvolvem no Pacífico Ocidental, o que pode resultar em um ciclone tropical com dois nomes. O RSMC Tokyo da Agência Meteorológica do Japão — Typhoon Center atribui nomes internacionais a ciclones tropicais em nome do Comitê de Tufões da Organização Meteorológica Mundial, caso eles sejam julgados com ventos sustentados de 10 minutos de 65 km/h. A PAGASA nomeia ciclones tropicais que se movem ou se formam como uma depressão tropical em sua área de responsabilidade localizada entre 135°E e 115°E e entre 5°N e 25°N, mesmo que o ciclone tenha um nome internacional atribuído a ele. Os nomes de ciclones tropicais significativos foram retirados, tanto pelo PAGASA quanto pelo Typhoon Committee. Caso a lista de nomes para a região filipina se esgote, os nomes serão retirados de uma lista auxiliar, da qual os dez primeiros são publicados a cada temporada. Os nomes não utilizados são marcados em cinzento.

### Nomes internacionais
Um ciclone tropical é nomeado quando se considera que tem ventos sustentados de 10 minutos de 65 km/h. A JMA selecionou os nomes de uma lista de 140 nomes, que foi desenvolvida pelas 14 nações e territórios membros do Comitê de Tufões da ESCAP/WMO. Nomes aposentados, se houver, serão anunciados pela OMM em 2023; embora os nomes de substituição sejam anunciados em 2024. Os próximos 28 os nomes na lista de nomes são listados aqui junto com sua designação numérica internacional, se forem usados.
| - Malakas (2201) - Megi (2202) - Chaba (2203) - Aere (2204) - Songda (2205) - Trases (2206) - Mulan (2207) | - Meari (2208) - Ma-on (2209) - Tokage (2210) - Hinnamnor (2211) - Muifa (2212) - Merbok (2213) - Nanmadol (2214) | - Talas (2215) - Noru (2216) - Kulap (2217) - Roke (2218) - Sonca (2219) - Nesat (2220) - Haitang (2221) | - Nalgae (2222) - Banyan (2223) - Yamaneko (2224) - Pakhar (2225) - Sanvu (sem usar) - Mawar (sem usar) - Guchol (sem usar) |

### Filipinas
Nesta temporada, a PAGASA usará seu próprio esquema de nomenclatura, que se desenvolverá dentro ou se moverá para sua área de responsabilidade autodefinida. Os nomes foram retirados de uma lista de nomes, que foi usada pela última vez em 2018 e está programada para ser usada novamente em 2026. Todos os nomes são os mesmos, exceto Obet, Rosal e Umberto, que substituíram os nomes Ompong, Rosita e Usman depois que foram aposentados.
| - Agaton (2202) - Basyang (2201) - Caloy (2203) - Domeng (2204) - Ester (2206) | - Florita (2209) - Gardo (2212) - Henry (2211) - Inday (2212) - Josie (2214) | - Karding (2216) - Luis (2218) - Maymay - Neneng (2220) - Obet | - Paeng (2222) - Queenie (2223) - Rosal (2225) - Samuel (sem usar) - Tomas (sem usar) | - Umberto (sem usar) - Venus (sem usar) - Waldo (sem usar) - Yayang (sem usar) - Zeny (sem usar) |

Lista auxiliar
| - Agila (sem usar) - Bagwis (sem usar) | - Chito (sem usar) - Diego (sem usar) | - Elena (sem usar) - Felino (sem usar) | - Gunding (sem usar) - Harriet (sem usar) | - Indang (sem usar) - Jessa (sem usar) |

## Efeitos da temporada
Esta tabela resume todos os sistemas que se desenvolveram ou se mudaram para o Oceano Pacífico Norte, a oeste da Linha Internacional de Data durante 2022. As tabelas também fornecem uma visão geral da intensidade do sistema, duração, áreas terrestres afetadas e quaisquer mortes ou danos associados ao sistema.
| Nome                | Datas ativo                          | Classificação máxima       | Velocidade de vento sustentados | Pressão              | Áreas afetadas                                                                                  | Danos (USD)    | Fatalidades | Refs                            |
| ------------------- | ------------------------------------ | -------------------------- | ------------------------------- | -------------------- | ----------------------------------------------------------------------------------------------- | -------------- | ----------- | ------------------------------- |
| 01W                 | 29–31 de março                       | Depressão tropical         | Não definido                    | 1006 hPa (29.7 inHg) | Vietname                                                                                        | Minimal        | 6           | [ 10 ]                          |
| Malakas (Basyang)   | 6–15 de abril                        | Tufão muito forte          | 165 km/h (105 mph)              | 945 hPa (27.9 inHg)  | Guam, Ilhas Carolinas, Ilhas Bonin                                                              | Nenhum         | Nenhum      |                                 |
| Megi (Agaton)       | 8–12 de abril                        | Tempestade tropical        | 75 km/h (45 mph)                | 996 hPa (29.4 inHg)  | Filipinas                                                                                       | $200 000 000   | 214         | [ 315 ]                         |
| TD                  | 30 de maio                           | Depressão tropical         | Não definido                    | 1006 hPa (29.7 inHg) | Filipinas                                                                                       | Nenhum         | Nenhum      |                                 |
| Chaba (Caloy)       | 28 de junho – 5 de julho             | Tufão forte                | 130 km/h (80 mph)               | 965 hPa (28.5 inHg)  | China, Vietname                                                                                 | $464 000 000   | 12          | [ 65 ] [ 316 ]                  |
| Aere (Domeng)       | 30 de junho – 4 de julho             | Tempestade tropical        | 85 km/h (50 mph)                | 994 hPa (29.4 inHg)  | Japão                                                                                           | Desconhecido   | Nenhum      |                                 |
| TD                  | 24–25 de julho                       | Depressão tropical         | 55 km/h (35 mph)                | 1006 hPa (29.7 inHg) | Nenhum                                                                                          | Nenhum         | Nenhum      |                                 |
| Songda              | 26 de julho – 1 de agosto            | Tempestade tropical        | 75 km/h (45 mph)                | 996 hPa (29.4 inHg)  | Japão, Coreia do Sul, Coreia do Norte                                                           | Nenhum         | Nenhum      |                                 |
| Trases (Ester)      | 29 de julho – 1 de agosto            | Tempestade tropical        | 65 km/h (40 mph)                | 998 hPa (29.5 inHg)  | Ilhas Ryukyu, Coreia do Sul                                                                     | Nenhum         | Nenhum      |                                 |
| 08W                 | 3–4 de agosto                        | Depressão tropical         | Não definido                    | 1002 hPa (29.6 inHg) | China meridional, Vietname                                                                      | Desconhecido   | Nenhum      |                                 |
| Mulan               | 8–11 de agosto                       | Tempestade tropical        | 65 km/h (40 mph)                | 994 hPa (29.4 inHg)  | China meridional, Vietname, Laos, Tailândia, Myanmar                                            | $106 850       | 7           | [ 113 ] [ 114 ] [ 317 ]         |
| Meari               | 10–14 de agosto                      | Tempestade tropical        | 75 km/h (45 mph)                | 996 hPa (29.4 inHg)  | Japão                                                                                           | Desconhecido   | Nenhum      |                                 |
| TD                  | 14–15 de agosto                      | Depressão tropical         | Não definido                    | 1012 hPa (29.9 inHg) | Nenhum                                                                                          | Nenhum         | Nenhum      |                                 |
| Ma-on (Florita)     | 20–26 de agosto                      | Tempestade tropical severa | 100 km/h (65 mph)               | 985 hPa (29.1 inHg)  | Filipinas, China meridional, Vietname                                                           | $9 130 000     | 7           | [ 126 ] [ 127 ] [ 318 ]         |
| Tokage              | 21–25 de agosto                      | Tufão forte                | 140 km/h (85 mph)               | 970 hPa (29 inHg)    | Nenhum                                                                                          | Nenhum         | Nenhum      |                                 |
| TD                  | 22 de agosto                         | Depressão tropical         | 55 km/h (35 mph)                | 1008 hPa (29.8 inHg) | Nenhum                                                                                          | Nenhum         | Nenhum      |                                 |
| Hinnamnor (Henry)   | 27 de agosto –6 de setembro          | Tufão violento             | 195 km/h (120 mph)              | 920 hPa (27 inHg)    | Japão, Filipinas, Taiwan, China Oriental, Coreia do Sul, Coreia do Norte, Extremo Oriente Russo | $1 208 500 000 | 12          | [ 155 ] [ 319 ]                 |
| 13W (Gardo)         | 30 de agosto – 1 de setembro         | Depressão tropical         | 55 km/h (35 mph)                | 998 hPa (29.5 inHg)  | Nenhum                                                                                          | Nenhum         | Nenhum      |                                 |
| Muifa (Inday)       | 3–15 de setembro                     | Tufão muito forte          | 155 km/h (100 mph)              | 950 hPa (28 inHg)    | Filipinas, Taiwan, Ilha Yaeyama, China Oriental                                                 | $437 000 000   | 3           |                                 |
| Merbok              | 10–15 de setembro                    | Tufão forte                | 130 km/h (80 mph)               | 965 hPa (28.5 inHg)  | Nenhum                                                                                          | Nenhum         | Nenhum      |                                 |
| Nanmadol (Josie)    | 12–19 de setembro                    | Tufão violento             | 195 km/h (120 mph)              | 910 hPa (27 inHg)    | Japão, Península da Coreia, Extremo Oriente Russo                                               | $1 200 000 000 | 4           | [ 210 ]                         |
| Talas               | 20–23 de setembro                    | Tempestade tropical        | 65 km/h (40 mph)                | 1000 hPa (30 inHg)   | Japão                                                                                           | Desconhecido   | 3           | [ 217 ]                         |
| Noru (Karding)      | 21–29 de setembro                    | Tufão muito forte          | 175 km/h (110 mph)              | 940 hPa (28 inHg)    | Filipinas, Vietname, Laos, Tailândia, Camboja                                                   | $110 100 000   | 40          | [ 26 ] [ 320 ] [ 321 ]          |
| Kulap               | 25–29 de setembro                    | Tempestade tropical severa | 110 km/h (70 mph)               | 965 hPa (28.5 inHg)  | Nenhum                                                                                          | Nenhum         | Nenhum      |                                 |
| TD                  | 25–26 de setembro                    | Depressão tropical         | Não definido                    | 1012 hPa (29.9 inHg) | Nenhum                                                                                          | Nenhum         | Nenhum      |                                 |
| Roke (Luis)         | 28 de setembro – 1 de outubro        | Tufão forte                | 130 km/h (80 mph)               | 975 hPa (28.8 inHg)  | Ilhas Daitō                                                                                     | Nenhum         | Nenhum      |                                 |
| Maymay              | 11–12 de outubro                     | Depressão tropical         | Não definido                    | 1002 hPa (29.6 inHg) | Filipinas                                                                                       | $9 160 000     | 2           | [ 248 ] [ 322 ]                 |
| 21W                 | 12–14 de outubro                     | Depressão tropical         | 55 km/h (35 mph)                | 1002 hPa (29.6 inHg) | Nenhum                                                                                          | Nenhum         | Nenhum      |                                 |
| Sonca               | 13–15 de outubro                     | Tempestade tropical        | 65 km/h (40 mph)                | 998 hPa (29.5 inHg)  | Vietnam, Laos, Camboja                                                                          | $73 400 000    | 10          | [ 250 ] [ 253 ] [ 254 ]         |
| Nesat (Neneng)      | 14–20 de outubro                     | Tufão forte                | 140 km/h (85 mph)               | 965 hPa (28.5 inHg)  | Filipinas, Taiwan, China meridional, Vietname, Camboja, Laos                                    | $8 150 000     | Nenhum      | [ 259 ] [ 323 ] [ 260 ]         |
| Haitang             | 17–19 de outubro                     | Tempestade tropical        | 65 km/h (40 mph)                | 1004 hPa (29.6 inHg) | Nenhum                                                                                          | Nenhum         | Nenhum      |                                 |
| 25W (Obet)          | 18–23 de outubro                     | Depressão tropical         | 55 km/h (35 mph)                | 1006 hPa (29.7 inHg) | Filipinas                                                                                       | Desconhecido   | 2           | [ 267 ]                         |
| Nalgae (Paeng)      | 26 de outubro – 3 de dezembro        | Tempestade tropical severa | 110 km/h (70 mph)               | 975 hPa (28.8 inHg)  | Filipinas, Hong Kong, Macau, China meridional                                                   | $236 550 648   | 160         | [ 324 ] [ 325 ] [ 326 ] [ 327 ] |
| Banyan (Queenie)    | 28 de outubro – 3 de dezembro        | Tempestade tropical        | 75 km/h (45 mph)                | 1002 hPa (29.6 inHg) | Ilhas Carolinas, Palau                                                                          | Nenhum         | Nenhum      |                                 |
| Yamaneko            | 11–14 de novembro                    | Tempestade tropical        | 65 km/h (40 mph)                | 1004 hPa (29.6 inHg) | Nenhum                                                                                          | Nenhum         | Nenhum      |                                 |
| Pakhar (Rosal)      | 10–12 de dezembro                    | Tempestade tropical        | 75 km/h (45 mph)                | 998 hPa (29.5 inHg)  | Filipinas                                                                                       | Nenhum         | 8           | [ 297 ]                         |
| Totais da temporada |                                      |                            |                                 |                      |                                                                                                 |                |             |                                 |
| 36 sistemas         | 29 de março – 12 de dezembro de 2022 |                            | 195 km/h (120 mph)              | 910 hPa (27 inHg)    |                                                                                                 | $3 957 496 850 | 490         |                                 |